# Чудовиште из Борског језера
Чудовиште из Борског језера је криптид који наводно живи у Борском језеру. Често га називају ''српско чудовиште из Лох Неса''.

## Опис чудовиште из Борског језера
Ово биће се описује као велика змијолика риба са крилима и коњском главом. Ово биће се углавном виђа ноћу.

## Хронологија сусрета са овим бићем и виђења
- По први пут се за овог криптида чуло током 1980их година кад су се наводно двојица младића сусрела са овим бићем док су се купали у језеру.
- 28. 4. 2021. је објављено да је један деда видео створење током ноћи док је пецао. Рекао је да је велико као два његова чамца најмање.[1]

## Могуће објашњење овог криптида
Један од главни разлога који оповргава постојање овог бића је то што је Борско језеро настало вјештачким путем 1959. године, подизањем бране и акомулацијом вода ријечице Ваља Жони, Марецове ријеке и дјела слива Злотске ријеке. Такође у периоду прије прије постављања бране се није десио ни један случај сусрета са овим бићем. Могуће објашњење за наводне сусрете са овим бићем је то да се ради о виђању већи примјерака сомова и штука који бораве у овој акумулацији. Могућа објашњења јесу видра (Lutra lutra), дабар (Castor fiber), јелен (Cervus elaphus), лабуд (Cygnus olor), сом (Silurus glanis), штука (Esox lucius), јегуља (Anguilla vulgaris), јесетра (Acipenser sturio), пастрмка (Salmo trutta), слатководна фока, ајкула, одбегли крокодил или плесиосаурус
- велики примјерак штуке (лат. Esox lucius) ухваћене у језеру Финзула (Хрватска) 2016. године